# Championnats d'Europe d'escrime 2020
Navigation
Édition précédente Édition suivante
Les Championnats d'Europe d'escrime 2020, 33e édition des Championnats d'Europe d'escrime, devaient se dérouler du 16 au 21 juin 2020 à Minsk, en Biélorussie, ville-hôte désignée en juin 2018.
En avril 2020, la compétition est tout d'abord reportée à une date ultérieure en raison de la pandémie de Covid-19.
En octobre 2020, la situation sanitaire ne s'étant pas améliorée et la Biélorussie connaissant une crise politique, il est décidé d'annuler cette édition des Championnats d'Europe.